# Aeroportul Sauce Viejo
Aeroportul Sauce Viejo (IATA: SFN, ICAO: SAAV) este un aeroport din Provincia Santa Fe, Argentina ce deservește zona Santa Fe. Aeroportul a fost tranzitat în decembrie 2020 de 555 de pasageri.
Situat la o altitudine de 17 m, aeroportul dispune de o singură pistă.